# パーシヴァル・ポット

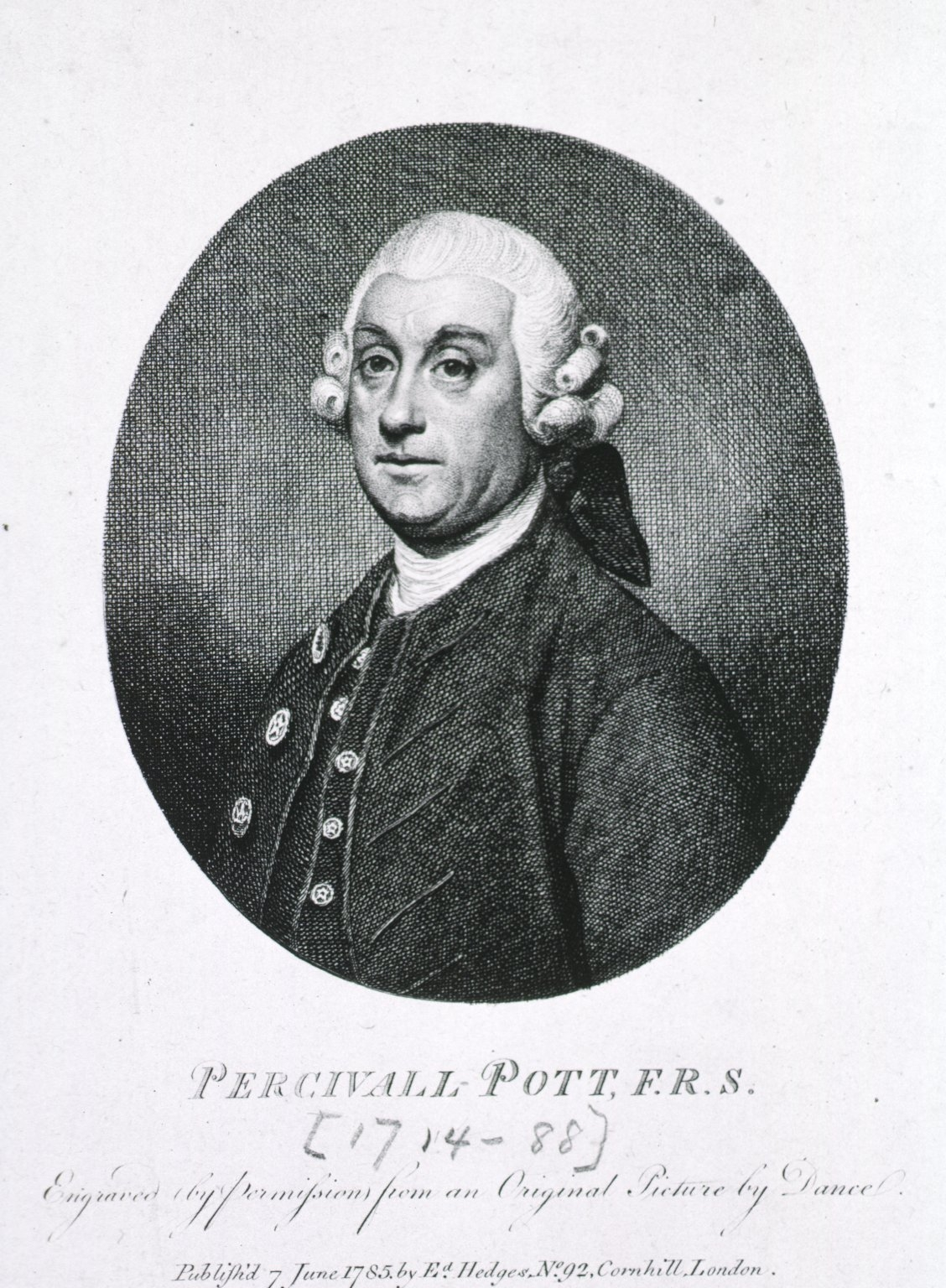
パーシヴァル・ポット

パーシヴァル・ポット（Percivall Pott、1714年1月6日 - 1788年12月22日）は、18世紀のイギリスの外科医である。整形外科学の創始者の一人で、ガンが発癌物質によって引き起こされることを疫学的に示した最初の科学者とされる。

## 略歴
ロンドン出身の医師で、彼は聖バーソロミュー病院などで外科医の見習いを務め、1736年に理髪・外科組合から開業を認可された。1744年に聖バーソロミュー病院の外科助手になり、1749年から1787年まで、外科医として働いた。18世紀のイギリスの外科技術の技術革新を行い、有名な外科医、ジョン・ハンターを育てた。1764年に王立協会フェローに選ばれた。1765年に王立外科医師会（Royal College of Surgeons）の前身である外科医師組合の会長に選ばれた。
医学史上のエピソードとしては、1756年に、馬で帰宅中に落馬し、大腿骨を複雑骨折した。ポットは冷静に近くの家の扉で担架を作らせ、みずからを固定させ、病院に運ばせた。当時の複雑骨折の治療で行われていたのは切断で、その手術はしばしば敗血症を起こさせ命を奪うおそれがあったが、ポットの固定は、切断を回避することができ完全に回復することができた。骨折や脱臼に関する著書を書き、これは各国語に翻訳されてヨーロッパの医学に影響をもたらした。
1775年にロンドンの煙突掃除人に煙突掃除人癌の多いことを報告し、すすがその原因であると推論した。これは化学物質が発癌の原因であることを示す最初の研究であった。この調査結果は1788年に煙突掃除夫（保護）条例の実現をもたらした。
脊椎カリエス（結核性脊柱彎曲症）は「ポット病」とも呼ばれる他、多くの外科疾患にポットの名前が付けられている。